# Nazionale femminile di pallamano della Bulgaria
La nazionale di pallamano femminile della Bulgaria rappresenta la Bulgaria nelle competizioni internazionali di pallamano femminile e la sua attività è gestita dalla federazione di pallamano della Bulgaria.

## Competizioni principali

### Mondiali
- 1982: 10º posto
- 1990: 12º posto